# Kily Álvarez
Kily, właśc. David Álvarez Aguirre (ur. 5 lutego 1984 w Avilés) – piłkarz z Gwinei Równikowej, który występował na pozycji prawego obrońcy.

## Kariera klubowa
Kily jest wychowankiem klubu Real Oviedo. W klubie tym grał w sezonie 2003/2004. W 2004 roku odszedł do UP Langreo. Występował w nim do końca sezonu 2005/2006. W latach 2006–2008 był zawodnikiem Atlético Madryt B, a w sezonie 2008/2009 - Orihueli CF. W sezonie 2009/2010 grał w Noveldzie CF. Jesienią 2010 był zawodnikiem klubu Marino Luanco, a na początku 2011 roku wrócił do UP Langreo.

## Kariera reprezentacyjna
W reprezentacji Gwinei Równikowej Kily zadebiutował w 2007 roku. W 2012 roku został powołany do kadry na Puchar Narodów Afryki 2012.